# 布井千博
布井 千博（ぬのい　ちひろ、1956年 - ）は、日本の法学者。専門は、商法・会社法。学位は、法学修士（一橋大学）。東海大学教授・一橋大学教授を経て、一橋大学名誉教授。弁護士（明倫国際法律事務所所属）。堀口亘門下。

## 略歴
1979年一橋大学法学部卒業。1981年一橋大学大学院法学研究科修士課程修了。1984年一橋大学大学院法学研究科博士後期課程単位取得退学。同年10月東海大学法学部専任講師に就任。1988年東海大学助教授、1995年東海大学教授。1986年ボン大学法学部客員研究員、1993年ミュンヘン大学法学部客員研究員として、在外研究。1998年一橋大学大学院国際企業戦略研究科教授に就任。2018年一橋大学大学院法学研究科教授。2020年一橋大学名誉教授、一橋大学大学院法学研究科特任教授。
放送大学客員教授（2007年より）、中央大学客員教授（2008年より）等も努めた。

## 著書
（出典）
- 『企業の組織・取引と法』日本放送出版協会 2007
- 『会社法』学陽書房 2006
- 『中小企業のためのこれからの会社法実務Q&A』青林書院 2006
- 「改正中国会社法・証券法』商事法務 2006

## 論文
（出典）
- Bui Xuan Hai, Chihiro Nunoi. "Corporate governance in Vietnam : a system in transition" (共著) Hitotsubashi journal of commerce and management 2008. 42. 1. 45-66
- 布井千博「西独株式法における監査役員の責任」一橋論叢 1985. 93. 6. 783-800
- 布井千博「フランス株式会社における取締役の責任 : 監視義務を中心として」一橋論叢 1984. 91. 3. 424-442
- 布井千博「フランスにおける株式会社の監査役会(Conseil de surveillance)について」一橋論叢 1982. 88. 3. 414-422

## 在外研究
- ボン大学客員研究員
- ミュンヘン大学客員研究員